# Dionisio di Eraclea
Dionisio di Eraclea (in greco antico: Διονύσιος?, Dionýsios; Eraclea Pontica, 361 a.C. – Eraclea Pontica, 306 a.C.) è stato un sovrano greco antico, tiranno di Eraclea Pontica dal 337 a.C. al 306 a.C.

## Biografia
Dionisio era il figlio di Clearco, primo tiranno di Eraclea Pontica, colonia megarese situata sulla costa del Ponto Eusino, ora Mar Nero. Alla morte del padre (353 a.C.), la tirannia passò dapprima allo zio Satiro, poi al fratello Timoteo, ed infine allo stesso Dionisio (337 a.C.).
La città di Eraclea mantenne la neutralità nelle guerre dovute alla spedizione asiatica di Alessandro Magno (334 a.C.-323 a.C.), grazie all'intercessione di Cleopatra, sorella dello stesso Alessandro. L'anno successivo alla morte del re macedone, Dionisio sposò Amastri, ex moglie di Cratero (che nel frattempo aveva sposato Fila), per assicurarsi protezione contro le mire espansionistiche degli altri diadochi. Alla morte di Cratero (321 a.C.), Dionisio si alleò con Antigono, assicurandosi ancora una volta l'autonomia di Eraclea per lunghi anni, fino alla sua morte (306 a.C.) ed anche oltre, quando la vedova Amastri, divenuta reggente della città, sposò il re di Tracia Lisimaco (302 a.C.).
Dionisio ebbe due figli da Amastri: Clearco II ed Ossiarte, che, una volta raggiunta la maggiore età, subentrarono alla madre nella tirannia della città (284 a.C.) dopo averla farla mettere a morte. Lisimaco non tardò a vendicare la ex moglie (il re di Tracia, infatti, aveva nel frattempo ripudiato Amastri e sposato Arsinoe II), facendoli a loro volta uccidere.